# El falsificador de passaports
El falsificador de passaports (originalment en alemany, Der Passfälscher) és una pel·lícula dramàtica dirigida per Maggie Peren que es va estrenar al Festival de Cinema de Berlín el febrer de 2022 i es va estrenar als cinemes alemanys l'octubre de 2022. És una pel·lícula biogràfica sobre Cioma Schönhaus, que va sobreviure a la Segona Guerra Mundial, entre altres coses, expedint passaports. La versió doblada al català es va estrenar el 13 de gener de 2023.

## Sinopsi
Berlín, 1942. Cioma Schönhaus és un jove jueu de 21 anys que s'ha proposat que ningú, ni tan sols els nazis, li treguin l'entusiasme per la vida. Per escapar de la deportació, Cioma fa servir la identitat d'un oficial de la marina i descobreix, així, que té un talent ocult per falsificar passaports, documents i la seva pròpia identitat.